# Seznam divizij po zaporednih številkah (300. - 349.)
Seznam divizij po zaporednih številkah - divizije od 300. do 349.

## 300. divizija
Pehotne
- 300. strelska divizija (ZSSR)
- 300. divizija za posebne namene (Wehrmacht)

## 301. divizija
Pehotne
- 301. strelska divizija (ZSSR)
- 301. pehotna divizija (Wehrmacht)

## 302. divizija
Pehotne
- 302. strelska divizija (ZSSR)
- 302. gorska strelska divizija (ZSSR)
- 302. pehotna divizija (Wehrmacht)

## 303. divizija
Pehotne
- 303. strelska divizija (ZSSR)
- 303. pehotna divizija (Wehrmacht)

## 304. divizija
Pehotne
- 304. pehotna divizija (Wehrmacht)
- 304. strelska divizija (ZSSR)

Letalske
- 304. lovska letalska divizija (ZSSR)

## 305. divizija
Pehotne
- 305. strelska divizija (ZSSR)
- 305. pehotna divizija (Wehrmacht)

## 306. divizija
Pehotne
- 306. strelska divizija (ZSSR)
- 306. pehotna divizija (Wehrmacht)

## 308. divizija
Pehotne
- 308. strelska divizija (ZSSR)
- 308. divizija (Severni Vietnam)

## 309. divizija
Pehotne
- 309. strelska divizija (ZSSR)
- 309. pehotna divizija (Wehrmacht)

Artilerijske
- 309. artilerijska divizija (Wehrmacht)

Letalske
- 309. lovska letalska divizija (ZSSR)

## 310. divizija
Pehotne
- 310. strelska divizija (ZSSR)

Artilerijske
- 310. artilerijska divizija (Wehrmacht)

Letalske
- 310. letalska divizija (ZDA)

## 311. divizija
Pehotne
- 311. strelska divizija (ZSSR)
- 311. pehotna divizija (Wehrmacht)

Artilerijske
- 311. artilerijska divizija (Wehrmacht)

Letalske
- 311. letalska divizija (ZDA)

## 312. divizija
Pehotne
- 312. strelska divizija (ZSSR)

Artilerijske
- 312. artilerijska divizija (Wehrmacht)

## 313. divizija
Pehotne
- 313. strelska divizija (ZSSR)

Letalske
- 313. letalska divizija (ZDA)

## 314. divizija
Pehotne
- 314. strelska divizija (ZSSR)

Letalske
- 314. letalska divizija (ZDA)

## 315. divizija
Pehotne
- 315. strelska divizija (ZSSR)

Letalske
- 315. letalska divizija (ZDA)

## 316. divizija
Pehotne
- 316. strelska divizija (ZSSR)

Letalske
- 316. jurišna letalska divizija (ZSSR)

## 319. divizija
Pehotne
- 319. strelska divizija (ZSSR)
- 319. pehotna divizija (Wehrmacht)

## 320. divizija
Pehotne
- 320. strelska divizija (ZSSR)
- 320. ljudskogrenadirska divizija (Wehrmacht)

## 321. divizija
Pehotne
- 321. strelska divizija (ZSSR)
- 321. pehotna divizija (Wehrmacht)

## 322. divizija
Pehotne
- 322. strelska divizija (ZSSR)

Letalske
- 322. lovska letalska divizija (ZSSR)

## 323. divizija
Pehotne
- 323. strelska divizija (ZSSR)
- 323. pehotna divizija (Wehrmacht)

## 324. divizija
Pehotne
- 324. pehotna divizija (Wehrmacht)
- 324. strelska divizija (ZSSR)

Letalske
- 324. lovska letalska divizija (ZSSR)

## 325. divizija
Pehotne
- 325. pehotna divizija (Wehrmacht)
- 325. varnostna divizija (Wehrmacht)
- 325. divizija (Severni Vietnam)
- 325. strelska divizija (ZSSR)

## 326. divizija
Pehotne
- 326. strelska divizija (ZSSR)
- 326. ljudskogrenadirska divizija (Wehrmacht)

## 327. divizija
Pehotne
- 327. strelska divizija (ZSSR)
- 327. pehotna divizija (Wehrmacht)

## 328. divizija
Pehotne
- 328. strelska divizija (ZSSR)
- 328. pehotna divizija (Wehrmacht)
- 328. pehotna divizija »Seeland«

## 329. divizija
Pehotne
- 329. strelska divizija (ZSSR)
- 329. pehotna divizija (Wehrmacht)

Letalske
- 329. lovska letalska divizija (ZSSR)

## 330. divizija
Pehotne
- 330. strelska divizija (ZSSR)
- 330. pehotna divizija (Wehrmacht)

## 331. divizija
Pehotne
- 331. strelska divizija (ZSSR)
- 331. pehotna divizija (Wehrmacht)

## 332. divizija
Pehotne
- 332. strelska divizija (ZSSR)
- 332. pehotna divizija (Wehrmacht)

## 333. divizija
Pehotne
- 333. strelska divizija (ZSSR)
- 333. pehotna divizija (Wehrmacht)

## 334. divizija
Pehotne
- 334. strelska divizija (ZSSR)
- 334. pehotna divizija (Wehrmacht)

Letalske
- 334. bombniška letalska divizija (ZSSR)

## 335. divizija
Pehotne
- 335. strelska divizija (ZSSR)
- 335. pehotna divizija (Wehrmacht)

## 336. divizija
Pehotne
- 336. strelska divizija (ZSSR)
- 336. pehotna divizija (Wehrmacht)

## 337. divizija
Pehotne
- 337. strelska divizija (ZSSR)
- 337. ljudskogrenadirska divizija (Wehrmacht)

## 338. divizija
Pehotne
- 338. strelska divizija (ZSSR)
- 338. pehotna divizija (Wehrmacht)

## 339. divizija
Pehotne
- 339. strelska divizija (ZSSR)
- 339. pehotna divizija (Wehrmacht)

## 340. divizija
Pehotne
- 340. strelska divizija (ZSSR)
- 340. ljudskogrenadirska divizija (Wehrmacht)

## 341. divizija
Pehotne
- 341. strelska divizija (ZSSR)
- 341. divizija (Severni Vietnam)

## 342. divizija
Pehotne
- 342. strelska divizija (ZSSR)
- 342. pehotna divizija (Wehrmacht)
- 342. motorizirana strelska divizija (Ruska federacija)

## 343. divizija
Pehotne
- 343. strelska divizija (ZSSR)
- 343. pehotna divizija (Wehrmacht)

## 344. divizija
Pehotne
- 344. strelska divizija (ZSSR)
- 344. pehotna divizija (Wehrmacht)

## 345. divizija
Pehotne
- 345. strelska divizija (ZSSR)
- 345. pehotna divizija (Wehrmacht)

## 346. divizija
Pehotne
- 346. strelska divizija (ZSSR)
- 346. pehotna divizija (Wehrmacht)

## 347. divizija
Pehotne
- 347. strelska divizija (ZSSR)
- 347. pehotna divizija (Wehrmacht)
- 347. ljudska grenadirska divizija (Wehrmacht)

## 348. divizija
Pehotne
- 348. strelska divizija (ZSSR)
- 348. pehotna divizija (Wehrmacht)

## 349. divizija
Pehotne
- 349. strelska divizija (ZSSR)
- 349. ljudskogrenadirska divizija (Wehrmacht)